# 不還
不還 （ふげん、巴: anāgāmi(n) アナーガーミ(ン), 梵: anāgāmin アナーガーミン, अनागामिन् , 音写 : 阿那含（あなごん））は、仏教における悟りの第三段階であり、四向四果の一つ。不還向（ふげんこう）とは，前段の一来果を得た者が、次の不還果を得ようとして残余の修惑三品を断ちつつある位のこと。
部派仏教では五下分結（下位の世界に結びつける五つの煩悩）を断じた者が得る位である。
1. 有身見（sakkāya-diṭṭhi） - 五蘊を自己とみなす見解
2. 疑（vicikicchā） - 疑い
3. 戒禁取（sīlabbata-parāmāsa） - 誤った戒律・禁制への執着
4. 欲愛（kāmacchando）- 五欲への執着
5. 瞋恚（paṭigha） - 怒り

倶舎論 では、欲界の修惑（情的煩悩）をすべて断ち切ったため、もはや欲界に戻らずに悟りに至るとする。
この位に達すると、もはや死後は人間界にもどることなく、梵天界（初禅天）以上の階位に上り、梵天界での死後に阿羅漢となり完全な悟りを得る。

## 抜粋
Katamo ca bhikkhave tatiyo samaṇo? Idha bhikkhave bhikkhu pañcannaṃ orambhāgiyānaṃ saṃyojanānaṃ parikkhayā opapātiko hoti tattha parinibbāyī anāvattidhammo tasmā lokā ayaṃ bhikkhave tatiyo samaṇo.
比丘たちよ、いかなるものが第三の沙門なのか。

比丘たちよ、ここに比丘がいて、五下分結の滅尽により化生者（転生による生まれ）となっている。

その世界で般涅槃（parinibbāyī）し、世間（loka）へ還らざる者である。

比丘たちよ、これが第三の沙門である。
—パーリ仏典, 増支部四集 241,沙門経 Samaṇasuttaṃ, Sri Lanka Tripitaka Project 